# Gaston Thomson

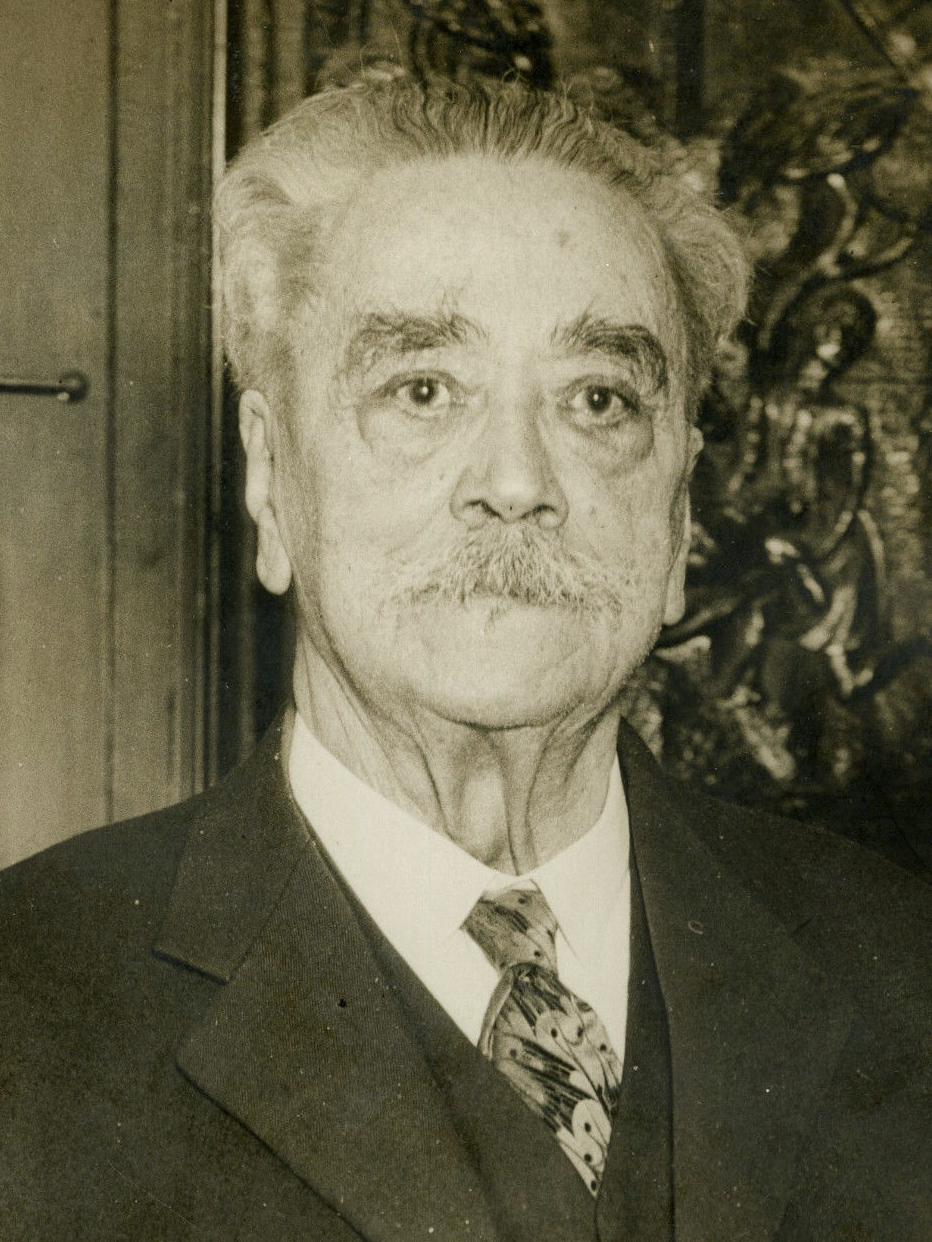
Gaston Thomson 1932

Gaston Thomson (* 29. Januar 1848 in Oran; † 14. Mai 1932 in Bône) war ein französischer Politiker. Er war von 1877 bis 1932 ununterbrochen Abgeordneter und hält mit 54 Jahren und 320 Tagen den Rekord für die längste Parlamentszugehörigkeit in Frankreich.

## Leben
Gaston Thomson wurde in Französisch-Algerien geboren und studierte Jura in Paris. Er arbeitete zunächst als Journalist und war von 1873 bis 1877 Parlamentsredakteur bei der Zeitung La République française. Später war er auch Redakteur der L’Homme libre. Bis 1898 war er Bürgermeister von Constantine; bei den Wahlen unterlag er dem antisemitischen Politiker Émile Morinaud.
1877 wurde er erstmals in die Abgeordnetenkammer gewählt und schloss sich dort Léon Gambettas Union républicaine an. Dieser Fraktion gehörte er bis 1898 an. Später stand er Gruppierungen wie der Union progressiste, der Alliance démocratique und der Gauche radical nahe.
1877 gehörte er zu den 363 Parlamentariern, die sich in der Krise des 16. Mai 1877 gegen den Staatspräsidenten Patrice de Mac-Mahon stellten. Als Abgeordneter eines algerischen Départements zählte es zu den Schwerpunkten seiner Tätigkeit, die Interessen der französischen Siedler in Algerien zu verteidigen. Von 1905 bis 1915 war er in mehreren Funktionen als Minister tätig. Als Marineminister förderte er den Ausbau der französischen Militärmarine.
Von 1892 bis 1897 war er Direktor der Zeitung Le National.
Am 6. Juni 1897 lieferte er sich ein Duell mit seinem Abgeordnetenkollegen Leon Mirman, einem radikalen Sozialisten, bei dem Mirman leicht am Unterarm verwundet wurde. Der Grund für das Duell war ein Artikel, in dem Mirman Thomson angegriffen hatte.
Thomson war Freimaurer. Sein Bruder Charles Thomson war Gouverneur von Cochinchina.